# 도박사 봅
도박사 봅(Bob The Gambler, Bob Le Flambeur)은 프랑스에서 제작된 장피에르 멜빌 감독의 1955년 범죄, 드라마 영화이다. 이자벨 코리 등이 주연으로 출연하였다.

## 줄거리
전설적인 범죄자인 도박사 봅은 은행 강도를 하다 잡힌 후 오랜 시간 감옥에 살았다. 감옥을 나온 후 몽마르트에 살면서 도박으로 세월을 보내는 봅은 어느 날 포주인 마르크가 돈을 빌려달라 요청하자 이를 거절하면서 그와 사이가 멀어진다. 또한 식당에서 직업이 없는 젊은 여자인 안을 만나며 교감을 나눈다. 전처럼 도박을 하다 많은 돈을 탕진한 봅은 같이 온 로제를 통해 자신이 도박을 했던 카지노에서 8억 프랑이 금고에 보관돼 있다는 사실을 알게 된다.
돕은 카지노를 털기로 마음을 먹고 범죄를 같이 실행할 사람들을 구한다. 이 과정에서 오랫동안 만나온 로제와 파올로는 물론, 자금을 마련하기 위해 갑부인 매키미를, 카지노의 내부 사정을 파악하기 위해 장을 포섭한다. 그러나 범죄를 준비하는 동안 마르크가 이 사실을 파악하고 경찰인 르드뤼 국장에게 진상을 제공하는 한편, 장의 아내 역시 더 많은 돈을 갖기 위해 범죄 사실을 르드뤼 국장에게 제보한다.
장의 아내가 이 사실을 알렸다는 것을 파악하지 못하고 안을 통해 마르크에 대해서만 알게 된 봅은 파올로가 마르크를 죽인 것을 확인하고 범죄를 예정대로 진행시킨다. 범죄를 저지르기 위해 미리 카지노에 잠입한 봅은 도박판의 유혹에 못 이겨 판에 가담한 후 막대한 돈을 거머쥔다. 그 사이 르드뤼 국장은 카지노에 나타나 봅과 그 일행을 모두 체포한다.

## 출연

### 주연
- 이자벨 코리
- 다니엘 코시

### 조연
- 로제 뒤센
- 가이 데콩블
- 앙드레 가레
- 제라드 뷔르
- 클로드 세르발

## 제작진
- 미술: 클로드 부생
- 의상: 테드 라피뒤스